# Циперович, Григорий Владимирович
Григо́рий Влади́мирович Циперо́вич (Цыперович) (1871, Одесса — 21 февраля 1932, Ленинград) — советский профсоюзный и партийный деятель, экономист, публицист.

## Биография
Родился в Одессе в 1871 году. С 1888 участвовал в революционном движении. За руководство социал-демократическим кружком рабочих и матросов в Одессе в 1894 арестован и после полутора лет одиночного тюремного заключения сослан в Якутскую губернию (город Среднеколымск) на 10 лет.
В 1905—1906 принимал участие в революционных событиях в Харькове, руководил кружками, участвовал в демонстрациях. В 1907 году, преследуемый царской охранкой, скрылся из Харькова и поселился под Петербургом, поступил в Петербургский университет. Будучи студентом Петербургского университета, вёл рабочие кружки в Невском районе Санкт-Петербурга, был связан со студенческой социал-демократической фракцией университета. В документах Охранного отделения проходил под именем «Строптивый». В 1907—1911 работал в профсоюзах и рабочих клубах Петербурга. В 1911 вновь арестован, после 5-месячного тюремного заключения эмигрировал. Меньшевик-интернационалист.

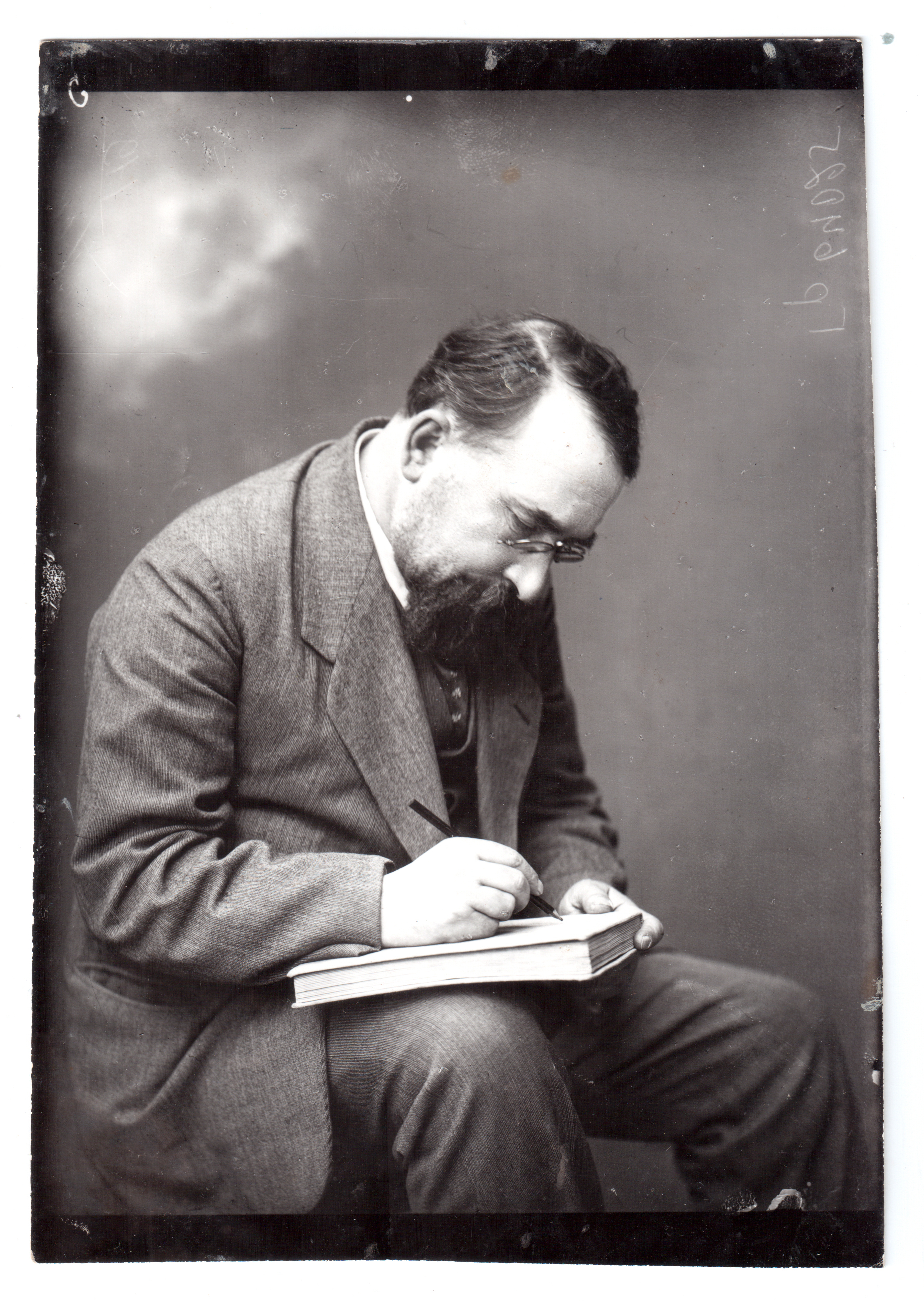
Г. В. Циперович
Петроград, 1920 год

Вернувшись в Россию, часто выступал в рабочей печати, главным образом по экономическим вопросам, его перу принадлежит целый ряд статей, брошюр и книг. Большой популярностью пользовалась книга «Синдикаты и тресты России», освещавшая развитие капитализма в России с марксистско-ленинских позиций. После Февральской революции работал в экономическом отделе Петроградского Совета, с марта 1917 член первой редколлегии «Известий Петроградского Совета» (исключен меньшевиками из редакции за отказ печатать статьи и объявления о «займе свободы» вместе с В. Д. Бонч-Бруевичем и Н. П. Глебовым-Авиловым). Член социал-демократической группы «Новая жизнь».
В дни Октябрьской революции принимал активное участие в организации рабочих масс на вооруженную борьбу. С 1918 член Президиума Совета профсоюзов. В 1919 Циперович, возглавлявший Петроградский совет профсоюзов, вступил в РКП(б).
Был делегатом от Советской России на Втором конгрессе Коминтерна (1920), участвовал в комиссии по делам профсоюзов. По завершении Конгресса был избран дублирующим членом ИККИ.
В 1921—1929 работал в Петроградском (Ленинградском) совнархозе, член Президиума, руководитель Ленинградской областной плановой комиссии (1925—1929). Организатор и в 1929—1932 первый ректор Ленинградской промышленной академии и одновременно директор Института техники и технической политики Коммунистической академии. Являлся членом обкома и горкома ВКП(б), членом ВЦИК и ЦКК.
Скончался 21 февраля 1932 от болезни сердца. Похоронен на Марсовом поле.